# Porte de Bellecroix
La porte de Bellecroix ou Sarrelouis est une des nombreuses portes des remparts médiévaux de Metz.

## Localisation

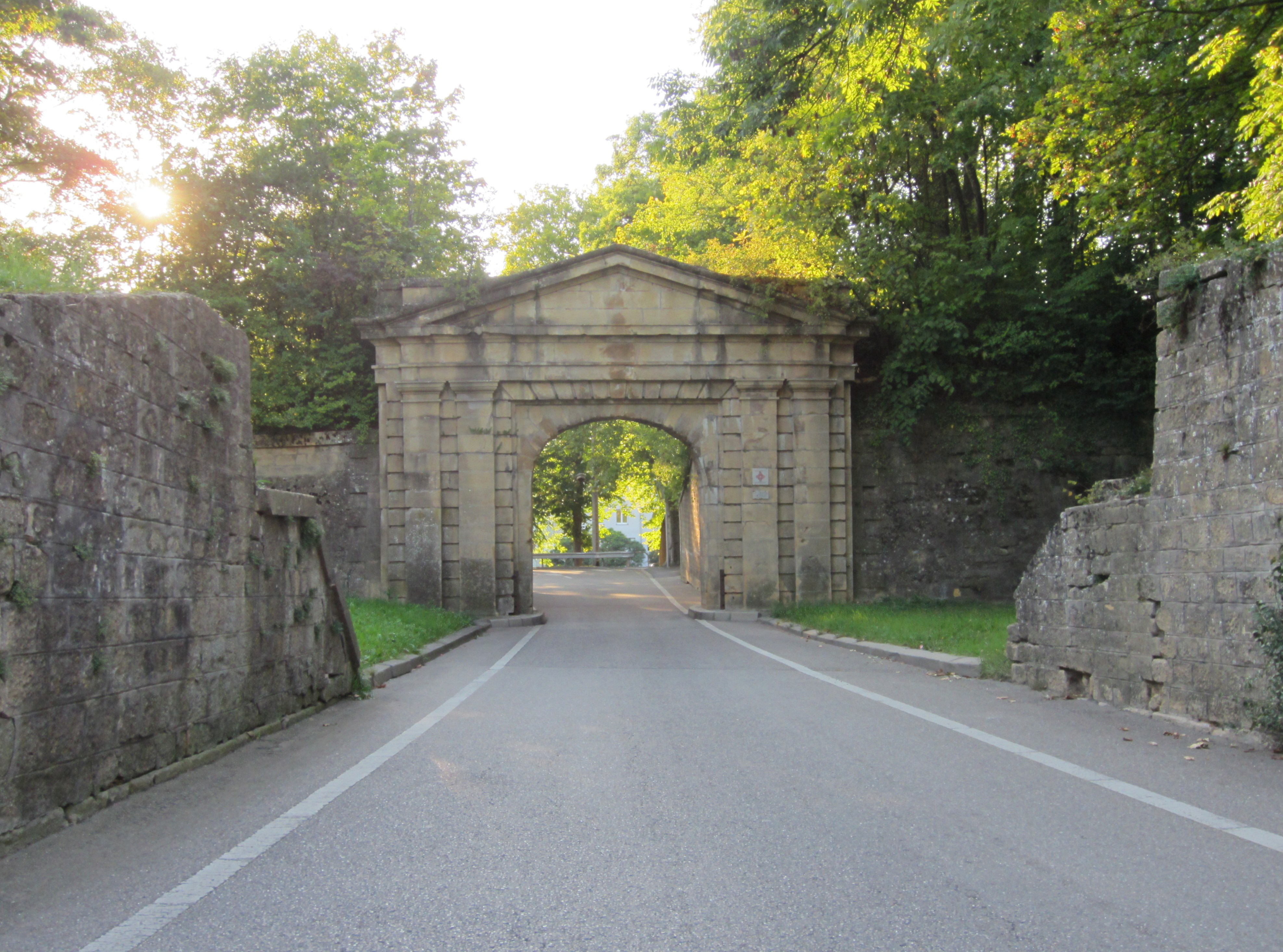
La porte au sein de son environnement boisé.

Elle est située dans la ville de Metz dans la région culturelle et historique de Lorraine, sur la colline de Bellecroix à 1 rue Lamoricière.

## Description

### Histoire
En 1698, Vauban prévoit la construction d'un puissant ouvrage à Bellecroix mais ne sera par réalisé à cause d'un budget trop onéreux.
Au cours du XVIIIe siècle le quartier représente une faiblesse pour la place de Metz, et en reprenant le projet de Vauban et en le modifiant, Louis de Cormontaigne après avoir reçu la mission de construire deux doubles couronnes fortifiées l'a fait construire, la porte est édifiée entre 1731 et 1749.
La porte de Bellecroix et son corps d'entrée, incluant certains murs (amorce du mur de courtine et reste des murs de la tenaille côté est) sont classés par arrêté du 12 juillet 1982.

### Architecture
Elle est de style classique et a été construite en pierre de Jaumont, deux paires de pilastres sont disposées symétriquement des deux côtés de l’ouverture de passage. La porte est surmontée d’un arc en anse de panier.